# Römerweg

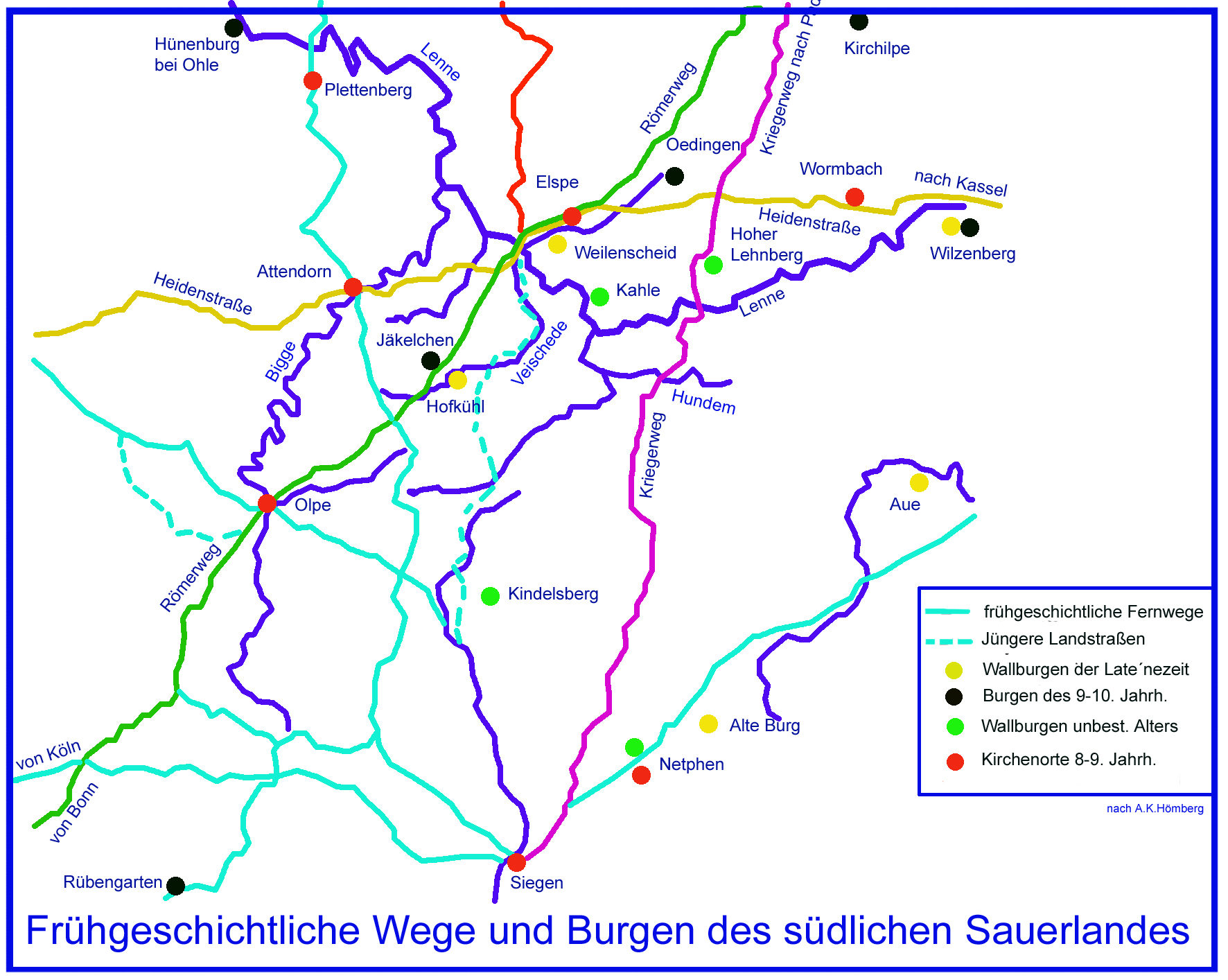
Römerweg (grün) und andere frühgeschichtliche Wege und Burgen des südlichen Sauerlandes

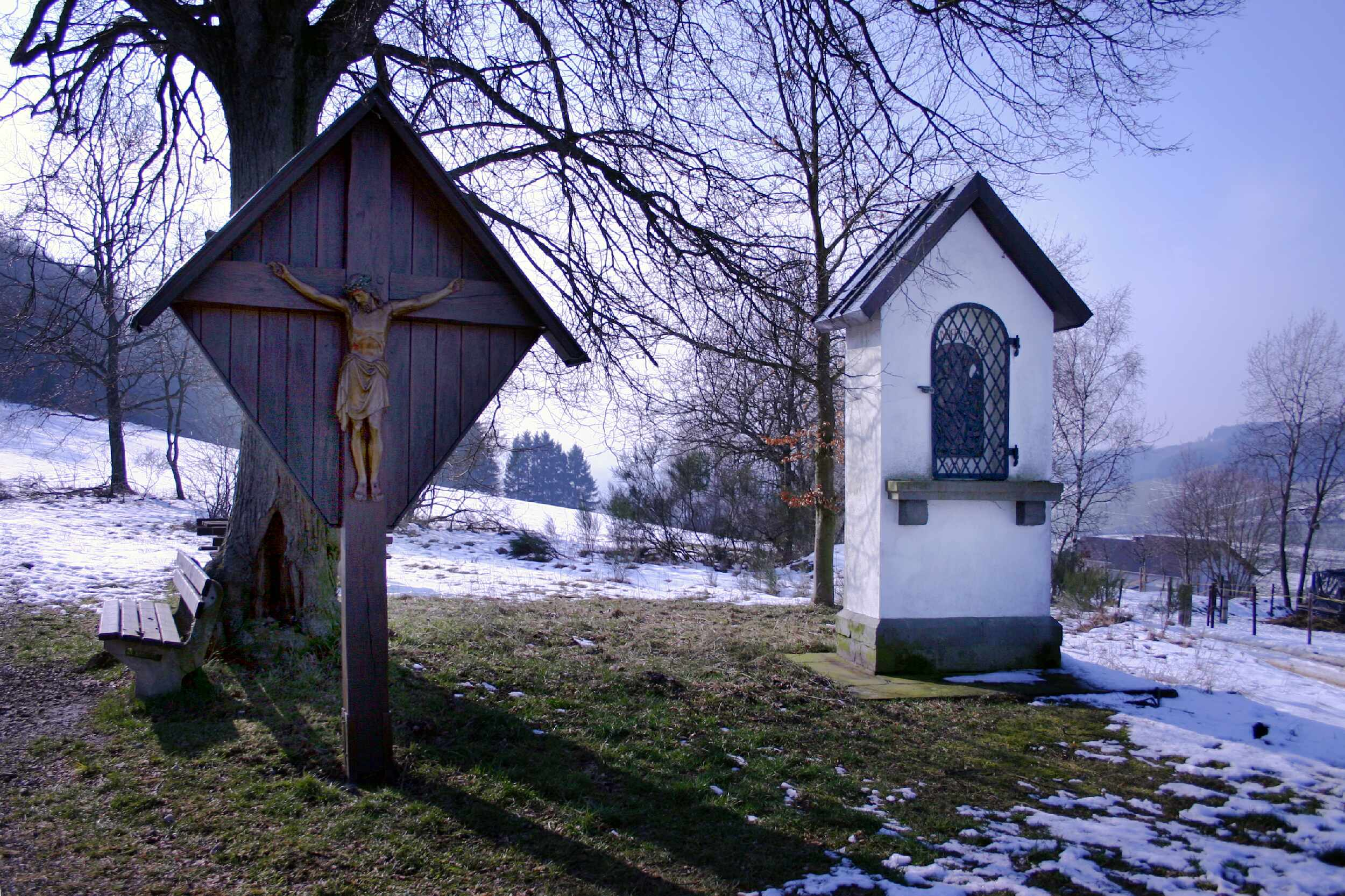
Lausebuche Elspe, hier trennen sich Heidenstraße und Römerweg

Der Römerweg ist ein vorgeschichtlicher Fernweg, der von Bonn in nordöstlicher Richtung das Sauerland geradlinig durchzieht und auf den Briloner Hochebenen endet. Bis zum Ausbau der Bundesstraßen war er eine wichtige Handelsstraße, auf welcher der Fernhandel florierte.
Den Namen „Römerweg“ trägt er zu Unrecht, denn Bewegungen römischer Truppen sind hier nicht nachweisbar. Der Aufbau der Straße ist mit römischen Transportwegen nicht zu vergleichen. Er führt völlig unbefestigt, nicht wie bei Römerstraßen üblich, über die Höhen und Täler des Sauerlandes.
| Bahnhof mit S-Bahn-Halt                     |  | Bonn                                                           | Bonn                                                           |
| Strecke                                     |  |                                                                |                                                                |
| Dienststation / Betriebs- oder Güterbahnhof |  | Jagdhaus                                                       | Jagdhaus                                                       |
| Dienststation / Betriebs- oder Güterbahnhof |  | Wildberg                                                       | Wildberg                                                       |
| Dienststation / Betriebs- oder Güterbahnhof |  | Hardt                                                          | Hardt                                                          |
| Dienststation / Betriebs- oder Güterbahnhof |  | Auf dem Huppen                                                 | Auf dem Huppen                                                 |
| Strecke                                     |  |                                                                |                                                                |
| Strecke                                     |  |                                                                |                                                                |
| Strecke                                     |  |                                                                |                                                                |
| Dienststation / Betriebs- oder Güterbahnhof |  | Jägerfichte                                                    | Jägerfichte                                                    |
| Strecke                                     |  |                                                                |                                                                |
| Brücke über Wasserlauf                      |  | Biggebrücke                                                    | Biggebrücke                                                    |
| Strecke                                     |  |                                                                |                                                                |
| Bahnhof mit S-Bahn-Halt                     |  | Stadt Olpe                                                     | Stadt Olpe                                                     |
| Strecke                                     |  |                                                                |                                                                |
| Kreuzung mit U-Bahn geradeaus unten         |  | Griesemert Gerichtsgrenze Olpe-Bilstein                        | Griesemert Gerichtsgrenze Olpe-Bilstein                        |
| Strecke                                     |  |                                                                |                                                                |
| Kreuzung geradeaus unten                    |  | Schlag Neuenwald Übergang zum Amt Bilstein zur märkischen Zeit | Schlag Neuenwald Übergang zum Amt Bilstein zur märkischen Zeit |
| Strecke                                     |  |                                                                |                                                                |
| Kreuzung                                    |  | Oberveischede Kreuzung der Straße Siegen – Attendorn           | Oberveischede Kreuzung der Straße Siegen – Attendorn           |
| Strecke                                     |  |                                                                |                                                                |
| Kreuzung geradeaus unten                    |  | Wegesperre durch Wallburg Jäckelchen                           | Wegesperre durch Wallburg Jäckelchen                           |
| Strecke                                     |  |                                                                |                                                                |
| Strecke                                     |  | Wallburg Hofkühl                                               | Wallburg Hofkühl                                               |
| Strecke                                     |  |                                                                |                                                                |
| Strecke                                     |  | Burg Bilstein (Lennestadt)                                     | Burg Bilstein (Lennestadt)                                     |
| Strecke                                     |  |                                                                |                                                                |
| Dienststation / Betriebs- oder Güterbahnhof |  | Hangelbirke oberhalb Grevenbrück                               | Hangelbirke oberhalb Grevenbrück                               |
| Strecke                                     |  |                                                                |                                                                |
| Abzweig geradeaus und von links             |  | Gemeinsamer Trassenverlauf mit der Heidenstraße                | Gemeinsamer Trassenverlauf mit der Heidenstraße                |
| Strecke                                     |  |                                                                |                                                                |
| Strecke                                     |  |                                                                |                                                                |
| Dienststation / Betriebs- oder Güterbahnhof |  | Peperburg – Burg Borghausen                                    | Peperburg – Burg Borghausen                                    |
| Strecke                                     |  |                                                                |                                                                |
| Brücke über Wasserlauf                      |  | Veischedebrücke                                                | Veischedebrücke                                                |
| Strecke                                     |  |                                                                |                                                                |
| Dienststation / Betriebs- oder Güterbahnhof |  | Grevenbrück, Förde                                             | Grevenbrück, Förde                                             |
| Strecke                                     |  |                                                                |                                                                |
| Brücke über Wasserlauf                      |  | Lennebrücke                                                    | Lennebrücke                                                    |
| Kreuzung mit U-Bahn geradeaus unten         |  | Gerichtsgrenze Bilstein – Attendorn/Elspe                      | Gerichtsgrenze Bilstein – Attendorn/Elspe                      |
| Strecke                                     |  |                                                                |                                                                |
| Abzweig geradeaus und von links             |  | Abzweig der Bergstraße über Ostentrop nach Arnsberg            | Abzweig der Bergstraße über Ostentrop nach Arnsberg            |
| Kreuzung geradeaus unten                    |  | Trockenbrück                                                   | Trockenbrück                                                   |
| Abzweig geradeaus und nach rechts           |  | Wallburg Weilenscheid                                          | Wallburg Weilenscheid                                          |
| Strecke                                     |  |                                                                |                                                                |
| Bahnhof mit S-Bahn-Halt                     |  | Elspe, Königshof Elisopium, Burg Elspe – (Op der Borg)         | Elspe, Königshof Elisopium, Burg Elspe – (Op der Borg)         |
| Strecke                                     |  |                                                                |                                                                |
| Abzweig geradeaus und nach rechts           |  | Lausebuche oberhalb Elspe Abzweig Heidenstraße                 | Lausebuche oberhalb Elspe Abzweig Heidenstraße                 |
| Strecke                                     |  |                                                                |                                                                |
| Dienststation / Betriebs- oder Güterbahnhof |  | Altenvalbert                                                   | Altenvalbert                                                   |
| Strecke                                     |  |                                                                |                                                                |
| Dienststation / Betriebs- oder Güterbahnhof |  | Haus Valbert                                                   | Haus Valbert                                                   |
| Strecke                                     |  |                                                                |                                                                |
| Dienststation / Betriebs- oder Güterbahnhof |  | Obervalbert                                                    | Obervalbert                                                    |
| Strecke                                     |  |                                                                |                                                                |
| Strecke                                     |  |                                                                |                                                                |
| Kreuzung mit U-Bahn geradeaus unten         |  | Gerichtsgrenze Attendorn/Elspe-Oedingen                        | Gerichtsgrenze Attendorn/Elspe-Oedingen                        |
| Strecke                                     |  |                                                                |                                                                |
| Strecke                                     |  | Oedingen Wallburg Oedingerberg                                 | Oedingen Wallburg Oedingerberg                                 |
| Strecke                                     |  |                                                                |                                                                |
| Dienststation / Betriebs- oder Güterbahnhof |  | Obermarpe                                                      | Obermarpe                                                      |
| Strecke                                     |  |                                                                |                                                                |
| Dienststation / Betriebs- oder Güterbahnhof |  | Niedermarpe                                                    | Niedermarpe                                                    |
| Strecke                                     |  |                                                                |                                                                |